# 余飈
余飈（1618年—？年），號穆如，福建兴化府莆田縣人，民籍，明末清初政治人物。

## 生平
崇禎十五年（1642年）壬午科中式福建鄉試第七十四名舉人，崇禎十六年（1643年）癸未科會試第二百七十七名，二甲第三十三名進士，吏部觀政。

## 家族
曾祖余九苞，大賓。祖父余士弼。父余廷辂。從兄余颺，崇祯丁丑進士。